# Păuleasca (okręg Teleorman)
Păuleasca – wieś w Rumunii, w okręgu Teleorman, w gminie Frumoasa. W 2011 roku liczyła 561 mieszkańców.